# Jim Fahey
James M. „Jim“ Fahey (* 11. Mai 1979 in Boston, Massachusetts) ist ein ehemaliger US-amerikanischer Eishockeyspieler, der im Verlauf seiner aktiven Karriere zwischen 1998 und 2010 unter anderem 94 Spiele für die San Jose Sharks und New Jersey Devils in der National Hockey League auf der Position des Verteidigers bestritten hat. Den Großteil seiner Karriere verbrachte Fahey aber in der American Hockey League, zudem absolvierte er zwei Spielzeiten bei den Krefeld Pinguinen in der Deutschen Eishockey Liga.

## Karriere
Jim Fahey spielte in seiner Jugend für das High-School-Team Catholic Knights, ehe er 1998 in Boston auf die Northeastern University ging. Im selben Jahr wurde der Verteidiger von den San Jose Sharks im NHL Entry Draft 1998 in der achten Runde an Position 212 ausgewählt. Daraufhin spielte Fahey vier Jahre für das Eishockeyteam der Universität und wurde 2001/02 für den Hobey Baker Memorial Award als bester Spieler der National Collegiate Athletic Association nominiert.
Im Sommer 2002 schloss sich der Rechtsschütze der Organisation der San Jose Sharks an und spielte zwei Spielzeiten sowohl in der National Hockey League, als auch für das AHL-Farmteam Cleveland Barons. In der Saison 2002/03 erzielte Fahey 20 Punkte in 43 Spielen und konnte damit erstmals auf sich aufmerksam machen. Während des Ausfalls der NHL-Saison 2004/05 spielte der Abwehrspieler ausschließlich für Cleveland, konnte sich danach aber weiterhin nicht im NHL-Kader der Sharks durchsetzen und kam 2005/06 nur zu 21 NHL-Einsätzen.
Im Sommer 2006 wurde sein Vertrag bei den Sharks zwar verlängert, doch noch vor Saisonbeginn wurde der US-Amerikaner zu den New Jersey Devils transferiert, in deren NHL-Team er die Saison begann, sich dann aber Anfang November verletzte. Daraufhin wurde Fahey auf die Waiverliste gesetzt und schließlich zum Farmteam, den Lowell Devils, in die AHL geschickt. Im Sommer 2007 wechselte der Verteidiger als Free Agent innerhalb der AHL zu den Rockford IceHogs, dem neuen Farmteam der Chicago Blackhawks, wo er auf zwölf Vorlagen in 65 Ligaspielen kam, aber bereits in der dritten Spielzeit in Folge ohne Tor blieb.
Zur Saison 2008/09 wechselte Jim Fahey in die Deutsche Eishockey Liga zu den Krefeld Pinguinen und verbrachte dort zwei Spielzeiten. Nachdem er im Juni 2010 den Wechsel innerhalb der Liga zu den Nürnberg Ice Tigers bekannt gegeben hatte, stieg er nur einen Monat später aus dem bestehenden Vertragsverhältnis aus und erklärte im Alter von 31 Jahren seine Karriere für beendet.

### International
Auf internationaler Ebene spielte Fahey mit der Nationalmannschaft der Vereinigten Staaten bei der Weltmeisterschaft 2003 in Finnland sein einziges internationales Turnier. In sechs Turnierspielen konnte der Abwehrspieler dabei einen Treffer erzielen. Mit dem 13. Rang im Abschlussklassement konnten die US-Boys den Abstieg in die Zweitklassigkeit knapp verhindern.

## Erfolge und Auszeichnungen
| - 1999 Hockey East All-Rookie Team - 2001 Hockey East Second All-Star Team - 2002 Hockey East First All-Star Team | - 2002 Hockey East All-Academic Team - 2002 NCAA East First All-American Team |

## Karrierestatistik

### International
Vertrat die USA bei:
- Weltmeisterschaft 2003

(Legende zur Spielerstatistik: Sp oder GP = absolvierte Spiele; T oder G = erzielte Tore; V oder A = erzielte Assists; Pkt oder Pts = erzielte Scorerpunkte; SM oder PIM = erhaltene Strafminuten; +/− = Plus/Minus-Bilanz; PP = erzielte Überzahltore; SH = erzielte Unterzahltore; GW = erzielte Siegtore; 1 Play-downs/Relegation; Kursiv: Statistik nicht vollständig)